# Contea di Wangcang
La contea di Wangcang (旺苍县S, Wàngcāng XiànP) è una contea della Cina, situata nella provincia di Sichuan e amministrata dalla prefettura di Guangyuan.